# Why (canção de Sabrina Carpenter)
"Why" é uma canção da cantora norte-americana Sabrina Carpenter. Ela foi escrita por Leland, Sabrina e Jonas Jeberg, com produção de Jeberg. A canção foi lançada em 7 de julho de 2017, através da Hollywood Records.

## Antecedentes
Sabrina anunciou o lançamento enviando cartões postais, com notas manuscritas para os fãs. Ela também postou fotos de filmes de romance nas redes sociais.

Ela disse à Billboard que a música "aconteceu muito rapidamente". "Começamos com a primeira linha da canção – 'Você gosta de Nova Iorque no dia; eu gosto de Nova York na noite" – e a partir daí, o tipo de música escreveu em si. É basicamente sobre essas diferenças que todos temos, que nos mantem diferentes um do outro, mas, ao mesmo tempo, cola-nos juntos... Eu gostaria de dizer que é muito coloquial, qual algumas das minhas outras músicas não foram antes." Ela disse que "queria que essa música seja capaz de levar [os fãs] ao verão".
"'Why' [Por que] é uma pergunta que parecemos representar diariamente, por isso existem vários significados dentro da música que são para interpretação. Nós não necessariamente precisamos ser o mesmo, amar o mesmo. As vezes, as diferenças podem nos manter juntos e eu acho que é um belo sentimento de como devemos lidar com a divergência e como ela pode, além disso, provar a nossa compatibilidade. No final, nós realmente não precisamos saber o "porquê" se estamos confiantes em nossas próprias emoções," Sabrina disse ao iHeartRadio.
Em uma entrevista com a Music Choice, Sabrina disse que está muito animada com a música, e o que ela escreveu "alguns meses atrás". Ela disse que uma vez que "nós descobrimos que a linha [a primeira linha da canção] começamos a sair e encontrar essas pequenas coisas que nos fazem diferentes uns dos outros".

## Recepção
Jason Lipshutz da Billboard escreveu que o single é "extremamente simpático e altamente promissor do que está por vir" e "o primeiro passo para um inevitável cruzamento", e que "encontra o Carpenter jogar um jogo de opostos se atraem com seu namorado, e soando mais constante em sua entrega vocal". Ele sentiu que a "picada de sintetizadores" evoca a canção de Zedd e Alessia Cara "Stay". Katrina Rees do CelebMix acha que a música é "experimentos com um som eletro-pop", e que o "distintivo" vocal de Sabrina "desliza facilmente sobre a batida mascia." Ilana Kaplan, do Nova York Observer chamou a canção "pura pulada dark-pop" e "hipnótica", e que mostra "que Carpenter está mais do que pronto para ser levada a sério" e "um novo lado da estrela". Brandon Yu do Youtube considerada a canção como "uma cativante sintonia eletro-pop", e que "soa como uma infalível músicas na rádio no verão". Mike de Waas de Idolator se refere a canção como "uma das canções pop mais chatas do início de julho".

## Vídeo musical
Em 16 de julho de 2017, Carpenter lançou um teaser do vídeo da música em suas redes sociais, que mostra o ator Casey Cott e a si mesma em uma cidade, com Carpenter segurando uma câmera. A data de lançamento do vídeo  foi revelada na legenda. Em 19 de julho de 2017, ela postou o vídeo da música, que mostra ela em um restaurante, e nas ruas de uma cidade. O vídeo foi filmado em Nova York e explora o tema de os opostos se atraindo, mostrando Carpenter e Cott mantendo seu relacionamento, apesar de serem opostos. Deepa Lakshmin da MTV chamado o vídeo "uma extravagante, mas bonita introdução" para a música, enquanto Mike Waas do Idolator chamou de "um adequadamente lunático acompanhamento para a canção". Em 21 de julho de 2017, Sabrina revelou no Twitter que o vídeo foi inspirado por "muitos filmes" assim foi filmado "muito cinematicamente".

## Performances ao vivo
No dia 25 de Outubro de 2017, Sabrina apresentou a canção pela primeira vez na televisão nos programas The Tonight Show Starring Jimmy Fallon e no TRL. 

## Créditos
Créditos adaptados a partir do Tidal.
- Sabrina Carpenter – composição, letras
- Brett McLaughlin – composição, letras
- Jonas Jeberg – composição, letras de músicas, produzindo
- João Hanes – engenharia
- Serban Ghenea – mistura

## Charts
A canção debutou na posição #24 após as performances no The Tonight Show Starring Jimmy Fallon e no TRL, a Tabela mostra as 25 canções que estão mais próximas de entrarem na Billboard Hot 100, principal parada de música nos Estados Unidos.
| Tabelas (2017)                            | Melhor posição |
| ----------------------------------------- | -------------- |
| Nova Zelândia Heatseekers (RMNZ)          | 8              |
| República Checa (Singles Digital Top 100) | 92             |
| Eslováquia (IFPI)                         | 85             |
| Billboard Bubbling Under Hot 100:         | 24             |
| Estados Unidos (Billboard Pop Songs)      | 29             |

## Certificações
| Estados Unidos - RIAA | Ouro | 500.00 |